# Bojentsi
 (septembre 2017).
Bojentzi est un village de Bulgarie dans l'oblast de Gabrovo.

## Géographie
Bojentzi se trouve dans la partie centrale du massif de Stara planina, à lʼEst de la ville de Gabrovo.
Les distances entre Bojentzi et dʼautres villes bulgares sont : Bojentzi -  Gabrovo : 16 km ; Bojentzi - Tryavna : 24 km ; Bojentzi - Sofia : 218 km ; Bojentzi - Varna : 264 km ; Bojentzi - Plovdiv : 150 km ; Bojentzi - Bourgas : 247 km ; Bojentzi - Roussé : 148 km.

## Histoire
Bojentzi est créé à la fin de XIVe siècle, après lʼinvasion ottomane à Tarnovo. Un grand nombre de citoyens quittent la capitale de la Bulgarie et sʼinstallent dans la montagne. Parmi eux est une jeune aristocrate, Bojana, qui choisit pour son abri la localité où actuellement se trouve Bojentzi. Le nom du village provient du nom de Bojana. Au XIXe siècle, cʼest lʼapogée du village, quand lʼactivité principale des autochtones est le commerce. Avec le temps Bojentzi sʼaccroit et pendant l’Éveil national bulgare, devient un carrefour important. Les fourrures, la laine, la cire et le miel sont les principales marchandises des commerçants.
Près du village, il y a un chemin datant de lʼépoque romaine, qui se transforme en sentiers vers Gabrovo et Tryavna.
En 1962, commence la restauration des bâtiments et la rénovation complète du village. Le 6 septembre 1964, Bojentzi est proclamé réserve architecturale et historique.

## Architecture
En 1964, Bojentzi est proclamé réserve architecturale et historique. Pour cette raison, au village est conservé lʼarchitecture de l’Éveil national bulgare. Il y a une interdiction de construction pour les bâtiments qui ne respectent pas le style réservé au village.
Beaucoup de maisons ont deux étages. Le premier est habituellement utilisé pour la boutique et dans le second logent les propriétaires. Les maisons sont avec des vérandas, des toits recouverts dʼardoises et des grandes cheminées. Les ruelles à Bojentzi sont dallées de pierres.                                                                             
Lʼéglise du Prophète-Élie, à trois nefs, est construite en 1840. Dans la cour de lʼéglise, il y a une ancienne école. 
Une école municipale est construite en 1872. Lʼédifice massif se trouve au début du village.  